# Хю Макдоналд

Хю Макдоналд (на английски: Hugh McDonald) е американски рок китарпист (басист).
Участва в създаването на първия албум Bon Jovi (1984) на „Бон Джоуви“. След като оригиналният им басист Алек Джон Съч е уволнен (1994), Хю го замества и става петия член на групата (въпреки че не е официален член).
Първият му албум, записан с тях, е These Days (1995).